# The Mass
The Mass (pol. Msza) – trzeci album Ery wydany w 2003 roku.

## Lista utworów
Opracowano na podstawie materiału źródłowego.
1. "The Mass" – 3:39 (wokal Guy Protheroe)
2. "Looking for Something" – 4:09 (wokal Lena Jinnegren)
3. "Don't Go Away" – 4:23 (wokal Lena Jinnegren)
4. "Don't You Forget" – 3:40 (wokal Lena Jinnegren)
5. "If You Shout" – 3:49 (wokal Lena Jinnegren)
6. "Avemano Orchestral" – 4:20 (wokal Harriet Jay)
7. "Enae Volare" – 3:34 (wokal Guy Protheroe)
8. "Sombre Day" – 3:42
9. "Voxifera" – 4:20
10. "The Champions" – 3:28

## Notowania
| Lista               | Kraj       | Pozycja | Status          |
| ------------------- | ---------- | ------- | --------------- |
| SNEP                | Francja    | 4       | platynowa płyta |
| Sverigetopplistan   | Szwecja    | 10      |                 |
| Schweizer Hitparade | Szwajcaria | 2       |                 |